# Счастлив ли человек высокого роста?
«Счастлив ли человек высокого роста?» (англ. Is the Man Who Is Tall Happy?: An Animated Conversation with Noam Chomsky) — французский анимационный документальный фильм Мишеля Гондри 2013 года о философе и активисте Ноаме Хомски.
Фильм представляет собой несколько интервью Ноама Хомского, проиллюстрированные рисованной анимацией.

## В ролях
- Ноам Чомски — камео
- Мишель Гондри — камео

## Премьера
Фильм первоначально вышел под названием «Счастлив ли человек высокого роста?: Анимированная беседа с Ноамом Чомски». Премьера фильма состоялась 12 февраля 2013 года в Массачусетском технологическом институте.
Европейская премьера фильма состоялась в секции Панорама 64-го Берлинского международного кинофестиваля.

## Критика
89 % критиков на сайте Rotten Tomatoes дали фильму положительные отзывы, из 27 отзывов, со средней оценкой 7,2 из 10 баллов.
Сайт Metacritic, который даёт фильму рейтинг по стобалльной шкале на основании рецензий критиков, дал фильму среднюю оценку в 76 баллов на основании 17 рецензий.